# Дејан Станковић
Дејан Станковић (Београд, 11. септембар 1978) је бивши српски фудбалер и репрезентативац, а садашњи фудбалски тренер. Тренутно је тренер екипе ФК Спартак Москва. Играчку каријеру је завршио 2013. у миланском Интеру. После повлачења Саве Милошевића постао је капитен националног тима, а до повлачења из репрезентације први капитен репрезентације Србије. За репрезентацију је укупно одиграо 103 утакмице и постигао 15 голова. 
Опроштајну утакмица у репрезентацији је одиграо 11. октобра 2013. У питању је била пријатељска утакмица Србија - Јапан одиграна у Новом Саду. Ово је био Станковићев 103. наступ за репрезентацију Србије.
У својој каријери је освојио првенства СР Југославије (1995) и Италије (2000, 2006, 2007, 2008, 2009. и 2010), куп Југославије (1995, 1996. и 1997) и Италије (2000, 2004, 2005, 2006, 2010 и 2011), Суперкуп Италије (1998, 2000, 2005, 2006, 2008 и 2010), Куп победника купова (1999) и Лигу шампиона (2010). Учествовао је на три Светска првенства — 1998, 2006. и 2010. као и на Европском првенству 2000. године.

## Клупска каријера

### Црвена звезда
Дејан Станковић је рођен у Београду 11. септембра 1978. у породици Борислава и Драгице Станковић. Отац Борислав и мајка Драгица играли су фудбал, отац у ОФК Београду а мајка у земунском клубу Слога. Фудбал је почео да тренира у Радничком из Нове Пазове, након тога није прошао пробу у Земуну па је прешао у Телеоптик. Ту га је запазио Бранко Радовић, тренер кадета Црвене звезде и препоручио свом колеги Томи Милићевићу. Дејан је са 14 година прешао у Црвену звезду и прошао њене омладинске тимове.
За први тим Црвене звезде је дебитовао 11. фебруара 1995. са свега 16 година, шест месеци и 19 дана. Црвена звезда је славила 2:1 на гостовању ОФК Београду на Омладинском стадиону, а тренер Љупко Петровић је убацио Станковића 15 минута пре краја уместо Дејана Петковића. Био је други најмлађи дебитант у историји клуба, иза Милка Ђуровског (16 година, један месец и 21 дан), који је до данас остао рекордер, а Станковића су касније престигли и Лука Јовић (16 година, пет месеци и пет дана) и Филип Јанковић (16 година, шест месеци и 18 дана). У пролеће 1995. године, као најмлађи играч у тиму одиграо је седам првенствених и један Куп меч и на тај начин допринео освајању дупле круне.
У сезони 1995/96. се по први пут уписао у стрелце. Првенац је постигао 18. августа 1995. у 38. минуту меча против подгоричке Будућности (5:1) у 2. колу шампионата. Он је тада постао најмлађи стрелац у историји клуба са 16 година, 11 месеци и 24 дана, а тек 2014. га је претекао Лука Јовић (16 година, пет месеци, пет дана), на мечу против Војводине (3:3). У сезони 1995/96. Станковић је одиграо 24 лигашка сусрета и постигао четири поготка, док је у освајању Купа на осам мечева једном био стрелац и то против Партизана у реваншу финала, када је у 79. минуту ставио тачку на тријумф од 3:1. Улазио је са клупе на првим мечевима Звезде после санкција у Купу УЕФА против швајцарског Ксамакса (0:1, 0:0).
У сезони 1996/97. је пружао запажене партије у Купу победника купова против Кајзерслаутерна, када је у реваншу 1. кола у Београду најпре анулирао предност немачке екипе из првог меча у 54. минуту, а затим је у 96. минуту првог продужетка повисио на 2:0. Црвено-бели су на крају славили са 4:0, и укупним резултатом 4:1 прошли у наредну фазу такмичења. Станковић је одиграо пет утакмица у Купу победника купова. Пропустио је само меч против Барселоне (1:1) у Београду, која је захваљујући победи у првом мечу од 3:1 прошла у наредну рунду и касније освојила трофеј. Дејан је са 10 погодака у 26 мечева у шампионату био трећи стрелац екипе. Три гола је постигао 17. маја 1997. против подгоричке Будућности (4:1), а једном се уписао у стрелце и у 107. вечитом дербију (1:2). У освајању трећег узастопног Купа одиграо је три меча.
Најбоље партије је пружио у сезони 1997/98, када је у првенству на 28 утакмица постигао 15 голова. По два пута се уписао против Војводине у убедљивим победама од 5:0 и 7:1. Хет-трик је забележио 7. марта 1998. против зрењанинског Пролетера (5:0), а у 109. вечитом дербију против Партизана постигао је гол у 82. минуту за тријумф од 2:1. На 110. вечитом дербију, у којем је Црвена звезда славила са 4:0, Станковић је два пута савладао репрезентативног голмана Ивицу Краља. У тој сезони су црвено-бели освојили друго место, са два бода заостатка за првопласираним Обилићем. Станковић је три гола постигао у Купу, а два у Купу купова против Хелсинкија (3:0) и један против белгијског Екерена (2:3), који је зауставио Звезду у 1. колу. Са 21 постигнутим голом у свим такмичењима, Дејан Станковић је био најбољи стрелац Звезде у овој сезони.

### Лацио
У лето 1998. Станковић прелази у италијански Лацио. Одмах је успео да стекне поверење тренера Свена Горана Ериксона и већ на дебију против Пјаченце је постигао погодак. Изборио је место у стартној постави у конкуренцији Павела Недведа, Сержија Консеисаоа, Ивана де ла Пење и Матијаса Алмеиде. Ипак, моћни Лациов тим је у последњем колу препустио титулу Милану, али је успео да освоји последњи Куп победника купова 1999. победом на Мајорком и Суперкуп Европе победом над Манчестер јунајтедом. Станковић је на 41 утакмица за Лацио постигао 9 голова. Ипак, Лацио је следеће сезоне успео да освоји титулу након 26 година чекања.
Након одласка тренера Ериксона на место селектора Енглеске почетком 2001. и доласка новог тренера Дина Зофа, Станковићева форма је почела да слаби. Нови тренер Фиорентине Роберто Манћини је желео да доведе у тим Станковића и Михајловића, али до тога није дошло. Зоф је поднео оставку због лоших резултата на почетку сезоне 2001/2002, а заменио га је Алберто Закерони. Лацио је тих сезона био у финансијским проблемима због скандала са главним спонзором прехрамбеном компанијом Ћирио, а такође је патио због лоших пословних потеза, као што је довођење Шпанца Гаиске Мендијете. И док је клуб бележио лоше резултате, Станковић је искористио поверење Закеронија и постигао неколико важних голова.
И код новог тренера Лација Роберта Манћинија Станковић је био стандардан првотимац и постигао је 8 голова на 38 утакмица. Први део сезоне 2003/2004 је играо за Лацио на 27 утакмица и постигао 4 гола. Пошто су сви финансијски јачи тимови у Италији знали да ће финансијски ослабљени Лацио морати пустити Станковића пре или касније, неколико клубова се борило да га доведу у своје редове. Торински Јувентус је био врло заинтересован за Станковића и он је био близу преласка у клуб, али се на крају одлучио за Интер, вероватно зато што је Роберто Манћини у јануару постао тренер тог клуба, и потписао је уговор на четири године. Станковић се одрекао дела пара у корист Лација.

### Интер
Долазак Станковића и Адријана је попунио празнину која је настала одласком Ернана Креспа и Кларенса Седорфа. Први меч за Интер Станковић је одиграо 1. фебруара 2004. против Сијене (4:0), а први гол је постигао 21. фебруара 2004. у поразу од градског ривала Милана 3:2. Укупно је дао 4 гола на 14 утакмица у првенству и 2 у купу. Интер је ту сезону завршио на 4. месту и изборио пласман у Лигу шампиона, уз само један поен више од петопласиране Парме.
Следеће сезоне Интер је завршио на трећем месту, уз 18 победа и чак 18 нерешених сусрета, уз само два пораза. Ипак, клуб је успео да освоји Куп Италије, победом на Ромом у финалу. Станковић је постигао укупно 6 голова на 47 утакмица одиграних за Интер те сезоне.
Интер је коначно освојио Скудето следеће сезоне, након што је Јувентусу одузета титула због скандала са намештањем утакмица. Клуб је одбранио и куп, опет победом над Ромом. Дејан је успесима Интера допринео са 6 голова на 38 утакмица.
Како је Јувентус био пребачен у Серију Б, а највећи ривал Милан је био кажњен одузимањем 8 бодова пре почетка првенства 2006-07, Интер је био главни фаворит за освајање Скудета. Појачан Златаном Ибрахимовићем, Интер је био убедљив и поставио је нови рекорд у италијанском фудбалу са 17 узастопних победа. Станковић је на 45 утакмица постигао 16 голова, укључујући и оба гола против Катаније у Интеровој серији победа. Нови уговор са Интером је потписао 2. фебруара 2007, по ком би Станковић остао у клубу до 2010.
Интер је по други пут одбранио титулу у сезони 2007/2008. Одласком тренера Роберта Манчинија и доласком новог тренера Жозеа Муриња, наставак Станковићеве каријере у Интеру је под знаком питања. Током лета, Станковић је преговарао са Јувентусом око трансфера, али до преласка у Јувентус није дошло због противљења Јувентусових навијача његовом доласку и недоласку Френка Лампарда у Интер. Иако је Мурињо на почетку сезоне најављивао да не рачуна на Станковића, Станковић је остао стандардан у екипи Интера. Своју 75. утакмицу у дресу репрезентације против Француске 11. децембра 2008. (1:2) Станковић је завршио након само 5 минута игре, због повреде лигамената колена коју је зарадио у дуелу са Анријем. На терен се вратио 28. септембра у дербију против Милана (0:1). Голом у дербију против Роме (4:0) прекинуо је дуги низ утакмица на којој није постигао гол, још од првог кола сезоне 2007/2008.
Са Интером је споразумно раскинуо уговор у лето 2013. године и тиме је завршио своју професионалну каријеру.

## Репрезентација
Селектор сениорске репрезентације СР Југославије Слободан Сантрач позвао је Станковића, као дебитанта, за пријатељски меч против Јужне Кореје 22. априла 1998. у Београду. Станковић је на свом дебију постигао два гола за победу од 3:1. На Светском првенству 1998. у Француској је био најмлађи играч Југославије, али га то није спречило да одигра три меча и засмета голману Немачке Андреасу Кепкеу код гола Предрага Мијатовића у ремију (2:2). Уз Перицу Огњеновића је био једини играч из домаће лиге у националном тиму на овом такмичењу, а Југославија је заузела 10. место.
У одлучујућем мечу за пласман на Европско првенство 2000. у Холандији и Белгији је постигао гол против Хрватске у Загребу (2:2). Захватио је лопту главом (или вратом) окренут леђима од гола и савладао Дражена Ладића. Југославија је успела да избори повољан резултат и као прва у групи се пласирала на шампионат Старог континента оставивши иза себе Ирску и Хрватску. Станковић је на Еуру 2000. одиграо два меча, а национална селекција је стигла до четвртфинала, где ју је као и две године раније у Француској зауставила Холандија.
На Светском првенству 2006. у Немачкој је одиграо све три утакмице за Србију и Црну Гору, али је екипа завршила на последњем месту на турниру забележивши сва три пораза у групи. Након првенства, нови селектор Хавијер Клементе је извршио смену генерације, а Станковић је, након разлаза Србије и Црне Горе, постао први капитен Србије. Први пут је био капитен у мечу са Чешком 31. августа 2006, који је био опроштајни за његовог бившег саиграча из Лација Павела Недведа. Србија је као гост победила са 3:1.
Са Србијом је наступао и на Светском првенству 2010. у Јужној Африци. Србија је као и 2006. такмичење завршила у групној фази, а Станковић је наступио на све три утакмице, против Гане, Немачке и Аустралије. Станковић је наступом на овом првенству ушао у историју као фудбалер који је наступао на три Светска првенства за репрезентацију која је играла под различитим именима.
Последњи меч за репрезентацију је одиграо 11. октобра 2013. У питању је била пријатељска утакмица Србија – Јапан одиграна на стадиону Карађорђе у Новом Саду. Станковић је тада одиграо свој 103 меч за репрезентацију па је тако постао рекордер по броју одиграних утакмица за национални тим. Његов рекорд је у јуну 2018. престигао Бранислав Ивановић.

## Тренерска каријера

### Црвена звезда
Дана 21. децембра 2019. представљен је као нови шеф стручног штаба Црвене звезде. На клупи је наследио Владана Милојевића након његове одлуке да напусти клуб. Са Црвеном звездом је освојио српску Суперлигу у сезони 2019/20, а онда је у наредне две сезоне освојио дуплу круну (лига и национални куп). Са Црвеном звездом је бележио изузетне резултате у Европи; двапут је Звезда током његовог мандата играла у Лиги Европе и оба пута се пласирала у елиминациону фазу. Током Лиге Европе 2020/21. Звезда је испала од екипе Милана укупним резултатом 3 : 3, али је Милан прошао даље због правила гола у гостима. Наредне сезоне је Звезда у групи са Брагом, Мидтјиландом и Лудогорецом прошла у наредну фазу као први из групе. Противник у елиминационој фази био је Рејнџерс из Шкотске. Црвена звезда је на крају испала од Рејнџерса.
Клупу Црвене звезде напустио је 26. августа 2022. године након пораза од екипе Макабија из Хаифе у плеј-офу за Лигу шампиона. На клупи га је наследио Милош Милојевић.

## Успеси

### Играчки
Црвена звезда
- Првенство СР Југославије (1) : 1994/95.
- Куп СР Југославије (3) : 1994/95, 1995/96, 1996/97.

Лацио
- Првенство Италије (1) : 1999/00.
- Куп Италије (1) : 1999/00.
- Суперкуп Италије (2) : 1998, 2000.
- Куп победника купова (1) : 1998/99.
- УЕФА суперкуп (1) : 1999.

Интер
- Првенство Италије (5) : 2005/06 (за "зеленим столом"), 2006/07, 2007/08, 2008/09, 2009/10.
- Куп Италије (4) : 2004/05, 2005/06, 2009/10, 2010/11.
- Суперкуп Италије (4) : 2005, 2006, 2008, 2010.
- Лига шампиона (1) : 2009/10.
- Светско првенство за клубове (1) : 2010.
- УЕФА суперкуп : финале 2010.

### Тренерски
Црвена звезда
- Суперлига Србије (3): 2019/20, 2020/21, 2021/22.
- Куп Србије (2): 2020/21, 2021/22.

Ференцварош
• Првенство Мађарске (1): 2023/24

### Индивидуалне награде
- Најбољи српски фудбалер у 2006. и 2010. години. (Признање ФСС Златна лопта)

## Статистика као тренер
Ажурирано 10 октобар  2022.
| Тим           | Од                 | До              | Резултат | Резултат | Резултат | Резултат | Резултат |  |
| Тим           | Од                 | До              | О        | П        | Н        | И        | Про %    |  |
| ------------- | ------------------ | --------------- | -------- | -------- | -------- | -------- | -------- |  |
| Црвена звезда | 19. децембар 2019. | 24. август 2022 | 134      | 105      | 20       | 9        | 78,36%   |  |
| Сампдорија    | 4. октобар 2022    | Тренутно        | 3        | 0        | 2        | 1        | 0%       |  |
| Укупно        | Укупно             | Укупно          | 137      | 105      | 23       | 10       | 76,64%   |  |